# Samuel Blumer
Samuel Blumer (* 14. Februar 1881; † 15. Januar 1959) war ein Unternehmer und Erfinder aus Schwanden im Schweizer Kanton Glarus.

## Leben
Blumer erkrankte in seiner Kindheit an einer Brustfellentzündung mit jahrelangen Folgen. Schon sein Vater zeichnete sich durch sein erfinderisches Können aus und betrieb eine Sägerei und nebenbei eine Werkstätte für Fahrräder und Nähmaschinen. Der Vater verstarb, als Samuel 16 Jahre alt war, so dass dieser das Geschäft vorerst zusammen mit der Mutter weiterführen musste. Die damals aufkommende Elektrizität weckte das Interesse von Samuel Blumer. Den Umgang damit brachte er sich mit Hilfe von Büchern selbst bei. Er baute Dynamoanlagen und Klingeln und kaufte bei Gelegenheit elektrische Apparate, um sie auseinanderzunehmen und nachzubauen. Er richtete eine eigene Werkstätte ein und versah diese mit einer elektrischen Beleuchtung. Eine bedeutende Erfindung war sein Heizkissen. Zweimal geriet ein Bett der Familie Blumer in Brand. Die Nachfrage nach dem von ihm konstruierten Bügeleisen war so groß, dass er einen Arbeiter einstellen musste. Auf seiner Hochzeitsreise im Jahre 1906 durfte er an einer internationalen Ausstellung in Mailand eine Medaille entgegennehmen.

## Therma AG
1907 verlegte Samuel Blumer seine Produktionsstätte von den Herren in die Nähe des Bahnhofs von Schwanden GL und gründete zusammen mit Niklaus Zweifel am 16. Februar eine Aktiengesellschaft. Auf einen Vorschlag des Pfarrers Hans Böniger erhielt die Firma den Namen Therma. Blumer konstruierte des Weiteren auch Wagenheizungen für Eisenbahnen, Heisswasserspeicher, Kochherde und Kühlschränke. 1978 hat die Electrolux, die Firma Therma AG aufgekauft. Bis 2015 führte die Elektrolux AG die ehemalige Produktionsstätte der Therma AG weiter, danach wurde diese geschlossen. Die Marke Therma wurde von Elektrolux bis 2005 geführt.

## Im Ruhestand
1936 trat Samuel Blumer in den Ruhestand und lebte fortan in seinem Haus am Soolerrain. Rückblickend hielt er fest, dass seine Frau und seine Kinder nur wenig von ihm hatten, hatte er oft bis spät in die Nacht hineingearbeitet.